# Битва на реке Воронежке
Битва на реке Воронежке (28 мая 1164 года) — победа Новгородской республики над шведскими войсками на реке Вороной (ныне река Воронежка в Волховском районе Ленинградской области).
Ладога была взята в осаду вторгнувшимися в Новгородскую землю шведами. Первый приступ оказался безрезультатным, шведы понесли большие потери и отошли на реку Воронежку. Через 5 дней пришёл Святослав с новгородцами и разбил шведов. По словам летописи, а мало ихъ убежаша и ти ѣзвьни (раненые).
Новгородцы одержали победу во главе со своими посадниками Захарией и Нежатой и новгородским князем Святославом Ростиславичем. Сведения об осаде Ладоги и битве на Воронежке остались в Первой новгородской летописи. По преданию, в честь этой победы в Ладожской крепости был построен храм Георгия Победоносца. 
После данного поражения шведы 76 лет не нападали на новгородские земли.

## Память
С 2012 года в деревне Самушкино Волховского района проходит праздник «Победа русских воинов».